# Route du bord de mer corse
Le bord de mer corse n'est pas partout accessible par route, tant s'en faut. Mais plusieurs routes en suivent de larges fragments, et d'autres s'en approchent dans des culs-de-sac parfois longs de dizaines de kilomètres. Mises bout à bout, ces routes du bord de mer corse totalisent plus de 600 kilomètres, arpentant les environs des 1 047 kilomètres de littoral de l'île.
Le descriptif ci-après part arbitrairement de Bastia pour y revenir, et parcourt la côte dans le sens inverse des aiguilles d'une montre. Ce choix du sens de parcours est justifié par le fait que les véhicules, roulant à droite, sont ainsi situés côté mer et ont une meilleure vue sur les criques, ports ou îles aperçus. Cependant, il est bien clair que certains points de vue nécessitent une orientation différente, et donc en règle générale un arrêt du véhicule.

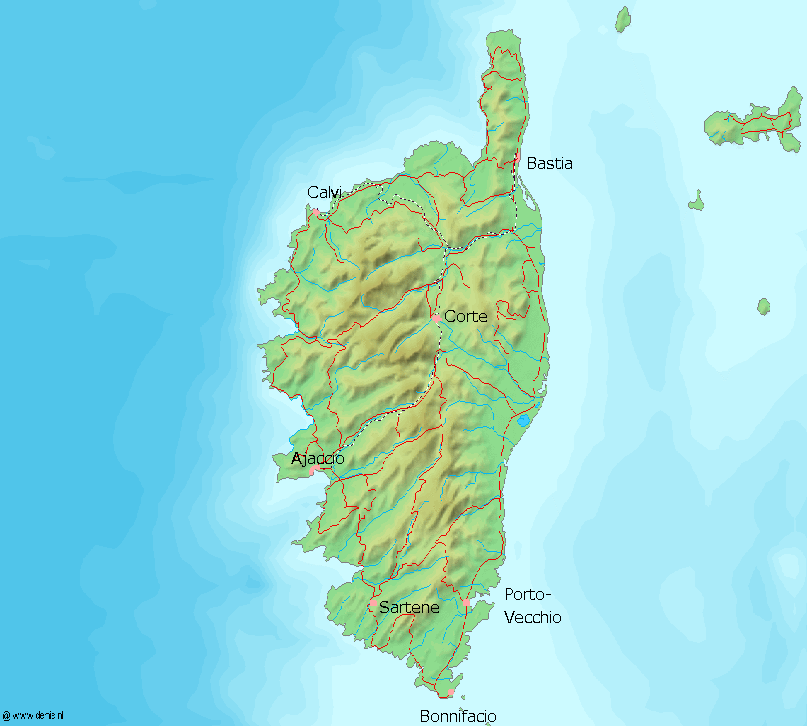
Carte sommaire des routes de Corse.

## Le Cap Corse

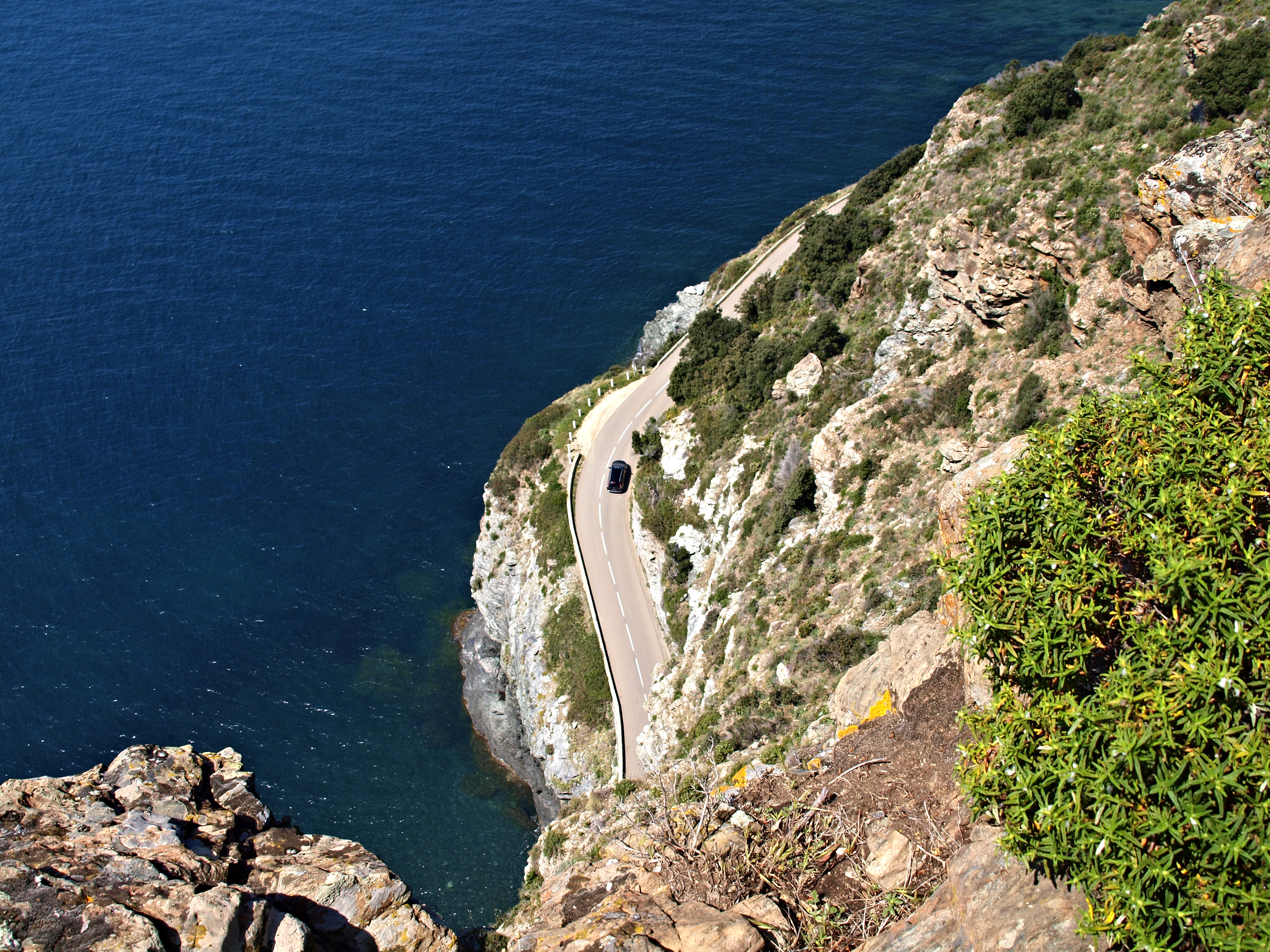
Vue en surplomb de la route D80 depuis la D433 menant à Olmeta-di-Capocorso

La route départementale 80 fait le tour du Cap, de Bastia à Patrimonio, en restant au plus près de la mer pratiquement sur tout le trajet, exception faite de la pointe du Cap, où elle est quelque peu en retrait.
Sur la face est du Cap, la route est en bord de mer, et traverse les villages ou marinas qui la bordent : Erbalunga, Pietracorbara, Macinaggio. On passe auprès de plusieurs tours génoises, dont certaines bien conservées (Tora, l'Osse), et de quelques vieilles chapelles, dont celle de Santa Catarina. On aperçoit au large l'île d'Elbe, puis Capraia plus au nord ; à Macinaggio, un mauvais chemin permet d'approcher des îles Finocchiarola (réserve naturelle).
La traversée de la pointe du Cap se fait par les hauteurs, à une distance de 5 à 10 kilomètres de la côte nord. On a néanmoins des points de vue intéressants sur la pointe et l'île de la Giraglia. À Botticella, une route (D253) permet de descendre jusqu'au petit port de Barcaggio, la remontée par la D153 ramenant au point de départ. Au col de la Serra, à l'altitude de 365 mètres, le Moulin Mattei est le point le plus haut du parcours, et le site le plus apprécié des touristes.
Sur la face ouest, la D80 reste d'abord accrochée assez haut sur le flanc très abrupt de la montagne. On peut cependant, à Centuri, descendre jusqu'au port et remonter un peu plus loin sur Baragogna. Plus loin, la route descend de loin en loin jusqu'à la mer, mais en restant le plus souvent en corniche, là où sont situés les villages. De Pino jusqu'au-delà de Canari, la D80 est doublée côté montagne par la D33, variante intéressante. Nonza est un belvédère remarquable, dominant sa célèbre plage de sable noir.
Après 105 kilomètres de parcours, la D80 rejoint au pied de Patrimonio la D81, qui arrive directement de Bastia par le col de Teghime (itinéraire de retour possible pour un trajet en boucle autour du seul Cap Corse).

## Agriates et Balagne

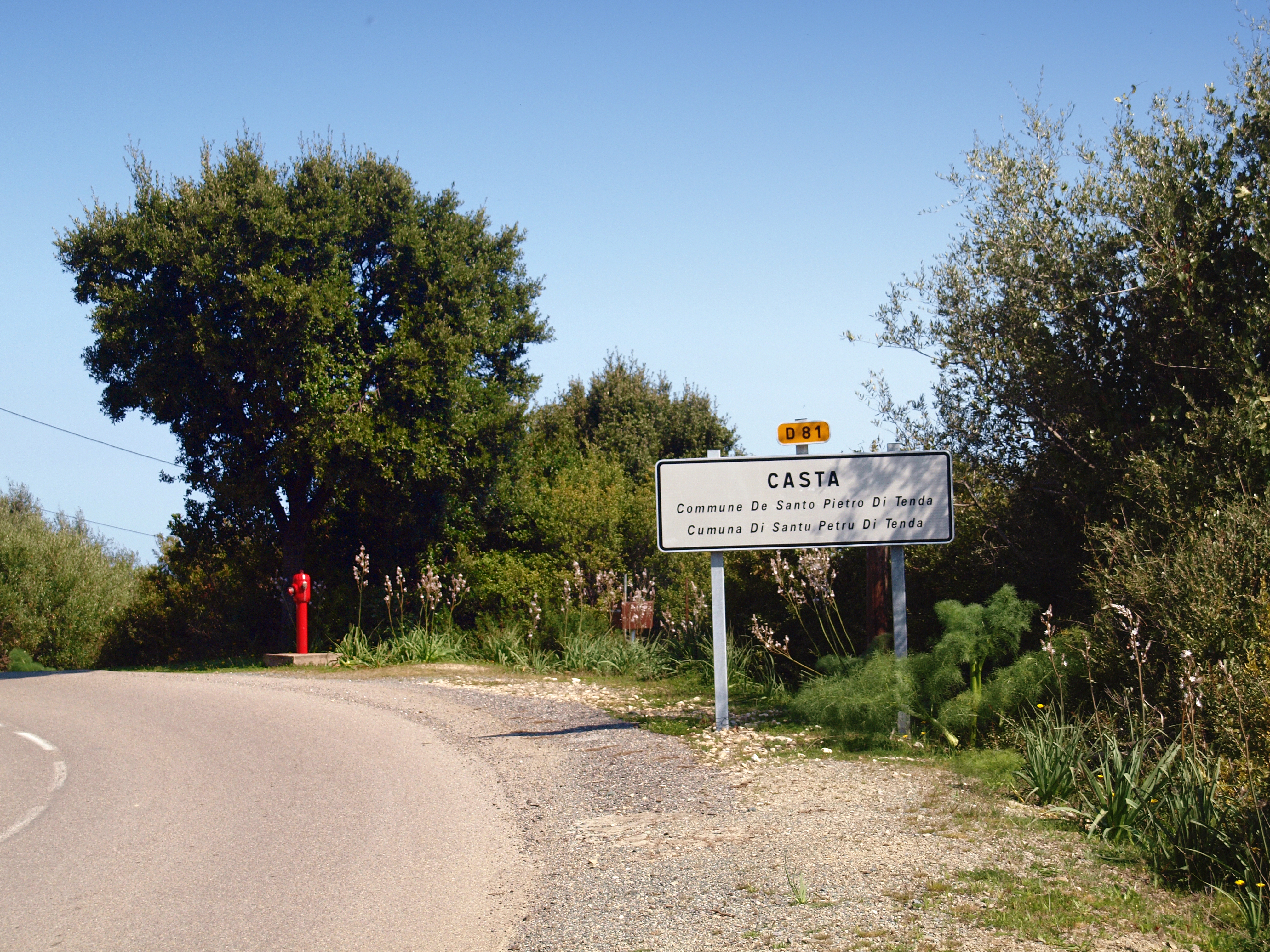
Panneau routier de Casta

On poursuit par la route départementale 81, qui relie Bastia à Ajaccio par la côte ouest (230 kilomètres en tout). Elle traverse d'abord Saint-Florent, célèbre station touristique, au creux d'un golfe réputé, mais aussi vieille cité riche en monuments anciens (nécropole, citadelle, cathédrale).
Ici, et pour la première fois, la route s'éloigne franchement de la côte, décidément trop hostile, et traverse une zone aride nommée « Désert des Agriates » : un village si l'on peut dire, le village de Casta long de 4 kilomètres, à peine quelques maisons et une chapelle, et un col (Bocca di Vezzu) à 311 mètres d'altitude. Deux embranchements à peine carrossables permettent d'aller (en aller-retour) jeter un coup d'œil sur la côte quasi-désertique, mais néanmoins magnifique : Saleccia et Malfalcu.
En atteignant la vallée de l'Ostriconi, on passe sur la RT 30 (ex-RN197) en provenance de l'intérieur qui conduit à L'Île-Rousse, petite ville portuaire (3 000 habitants) qui doit son nom à l'Isola di u Brocciu, qui se teinte de roux au soleil couchant. Côte à côte avec le trinichellu, on longe la Balagne, petite oasis orientée plein nord mais accueillante au tourisme : on traverse les stations d'Algajola, Sant'Ambrogio, Lumio. Les villages typiques (Sant'Antonino, Calenzana) et leurs multiples églises sont dans l'intérieur, et la nationale les ignore ; pour les visiter, il suffit d'emprunter à la sortie de l'Île Rousse la D151, et ne plus la quitter jusqu'à Calvi.
Calvi, principale ville du Nord-Ouest de l'île, garde l'entrée d'un golfe bien abrité, protégé par sa citadelle et son fort Mozzelo. Le touriste peut y reprendre des forces, ou des provisions, avant d'aborder l'étape suivante.

## La côte ouest (partie nord)

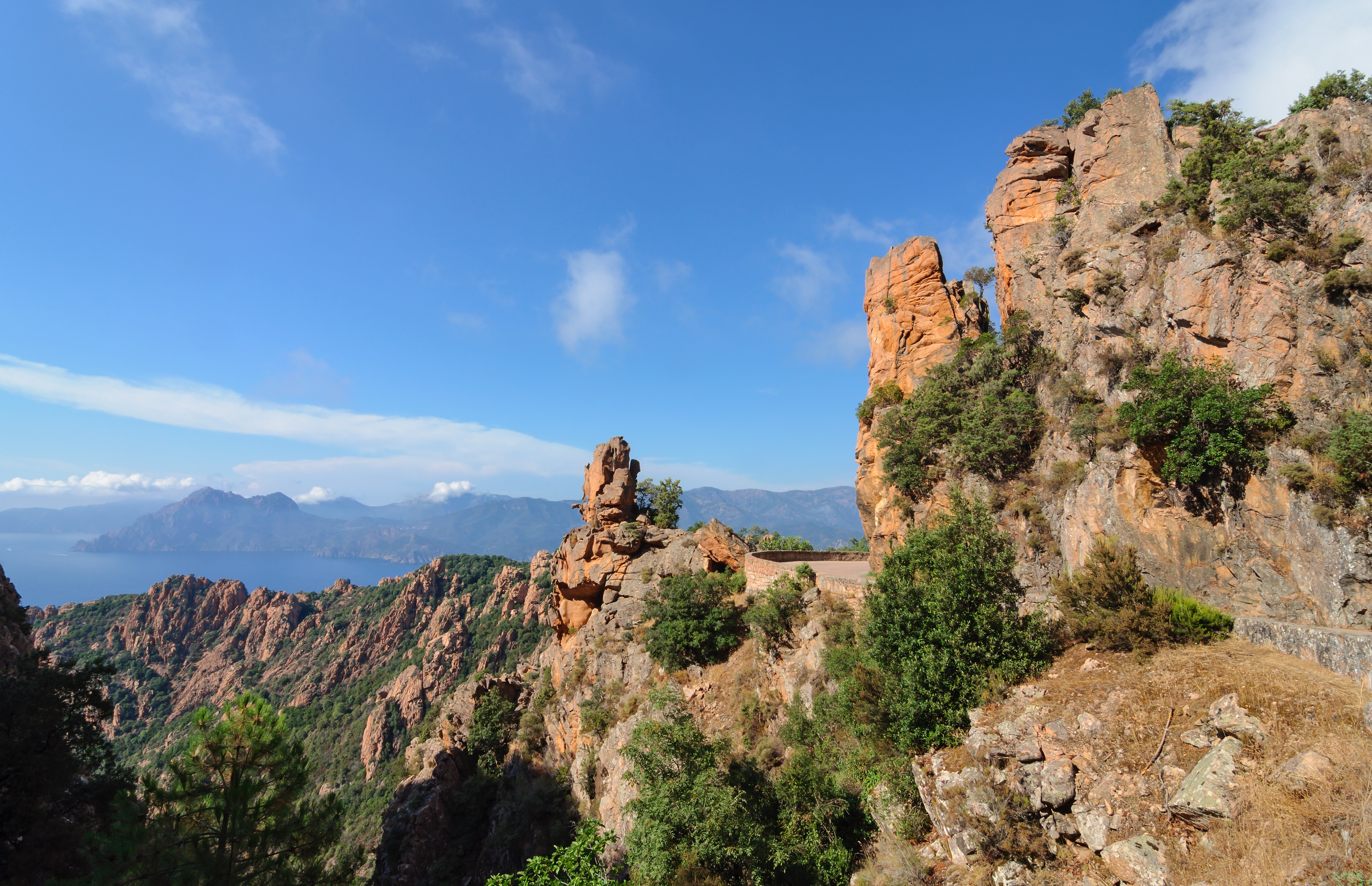
La D81 traversant les Calanques de Piana.

À Calvi, la départementale 81 renaît, mais s'enfonce dans l'intérieur via le col de Marsolino. Il faut emprunter la D81b, qui s'efforce de suivre une côte déchiquetée et sinueuse, et doit pourtant la quitter un long moment au niveau de Luzzipeo, du Capo Cavallo à la baie de Crovani.
Arrivant dans le golfe de Galéria, la route quitte de nouveau la côte et rejoint la D81, qui s'enfonce dans l'intérieur ; pour voir Galéria, il faut après avoir franchi le pont des Cinq arcades sur le Fango, emprunter la D381 et revenir sur ses pas. Tout le massif de la Punta Muvrareccia, la presqu'île de Scandola et le golfe de Girolata sont inaccessibles par route. Après une traversée montagneuse (Bocca a Palmarella, 408 m), ce n'est qu'à l'approche d'Osani qu'on aperçoit brièvement le golfe de Girolata. La D81 descend enfin vers la golfe de Porto.
Le ruisseau de Porto franchi, la route monte au-dessus des célèbres Calanche rocheuses, et... s'éloigne une fois de plus de la mer. Piana est à 480 mètres d'altitude, et la D824 permet à peine d'approcher (en aller-retour) du Capo Rosso, le point le plus occidental de l'île. La route descend enfin vers Cargèse, port, colonie grecque (église orthodoxe), et centre touristique important.
On suit la côte le long du golfe de Sagone, aux nombreuses curiosités : tours génoises de Sagone et de Capigliolo, ancienne cathédrale de Sant'Appiano, figure préhistorique d'Appriciano.
Après le golfe de la Liscia, la D81 repart dans l'intérieur, et rejoint la RT 22 (ex-RN 194) à Mezzavia. On peut bifurquer vers la tour d'Ancone et la Bocca San Sebastiano, faire un aller-retour vers le golfe de Lava (D381), ou plus loin emprunter la D61 qui rejoint Ajaccio par le nord ; mais il est impossible de contourner par l'ouest la Punta Pozzo di Borgo (779 mètres), qui domine Ajaccio.
D'Ajaccio-ville, on peut faire un aller-retour par l'intérieur en direction du Capo di Feno (D11b), ou par la côte jusqu'à la pointe de la Parata, devant les célèbres îles Sanguinaires (un raccordement existe entre ces deux itinéraires, la D111b, qui permet d'éviter deux allers-retours complets).

## La côte ouest (partie sud)

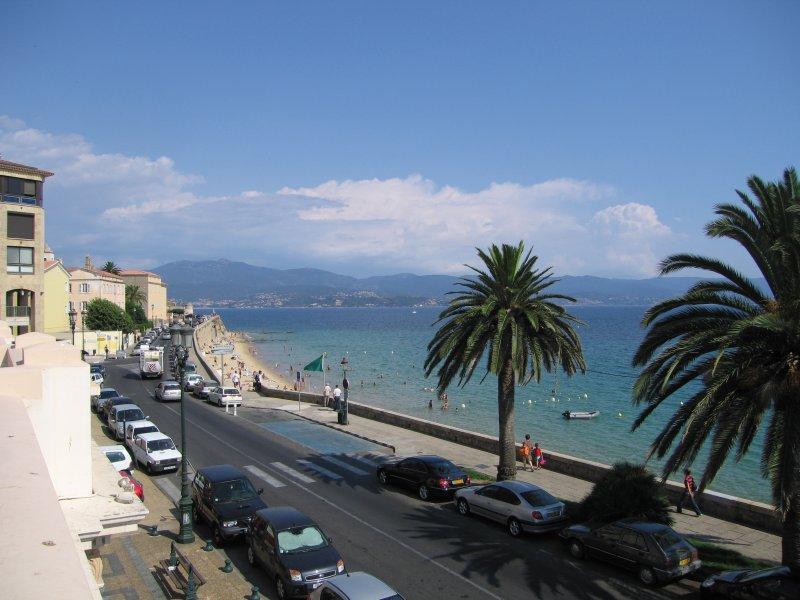
Plages d'Ajaccio

D'Ajaccio, la RT 40 (ex-RN 196) va à Propriano, Sartène et Bonifacio (135 kilomètres d'Ajaccio), mais elle ne suit pratiquement jamais le bord de mer. Il faut emprunter des petites routes pour s'en approcher un peu.
La rive sud du golfe d'Ajaccio peut en partie être suivie par route : après contournement de l'aérodrome de Campo dell'Oro, la D55 rejoint la côte et traverse les nombreuses stations touristiques de Porticcio jusqu'à Verghia. La D155 continue vers la pointe de la Castagna, puis vers le Capo di Muro, qu'elle n'atteint pas ; un embranchement permet d'aller à la Cala d'Orzu, un autre à la Cala Cigliu, de part et d'autre du Capo Nero. Après un parcours en corniche au-dessus de la baie de Cupabia, la route passe à Serra-di-Ferro, et descend vers la vallée du Taravo (embranchement vers Porto Pollo). Du pont du Taravo, la D175 suit la côte nord du golfe de Valinco, et rejoint la N196 peu avant Propriano.

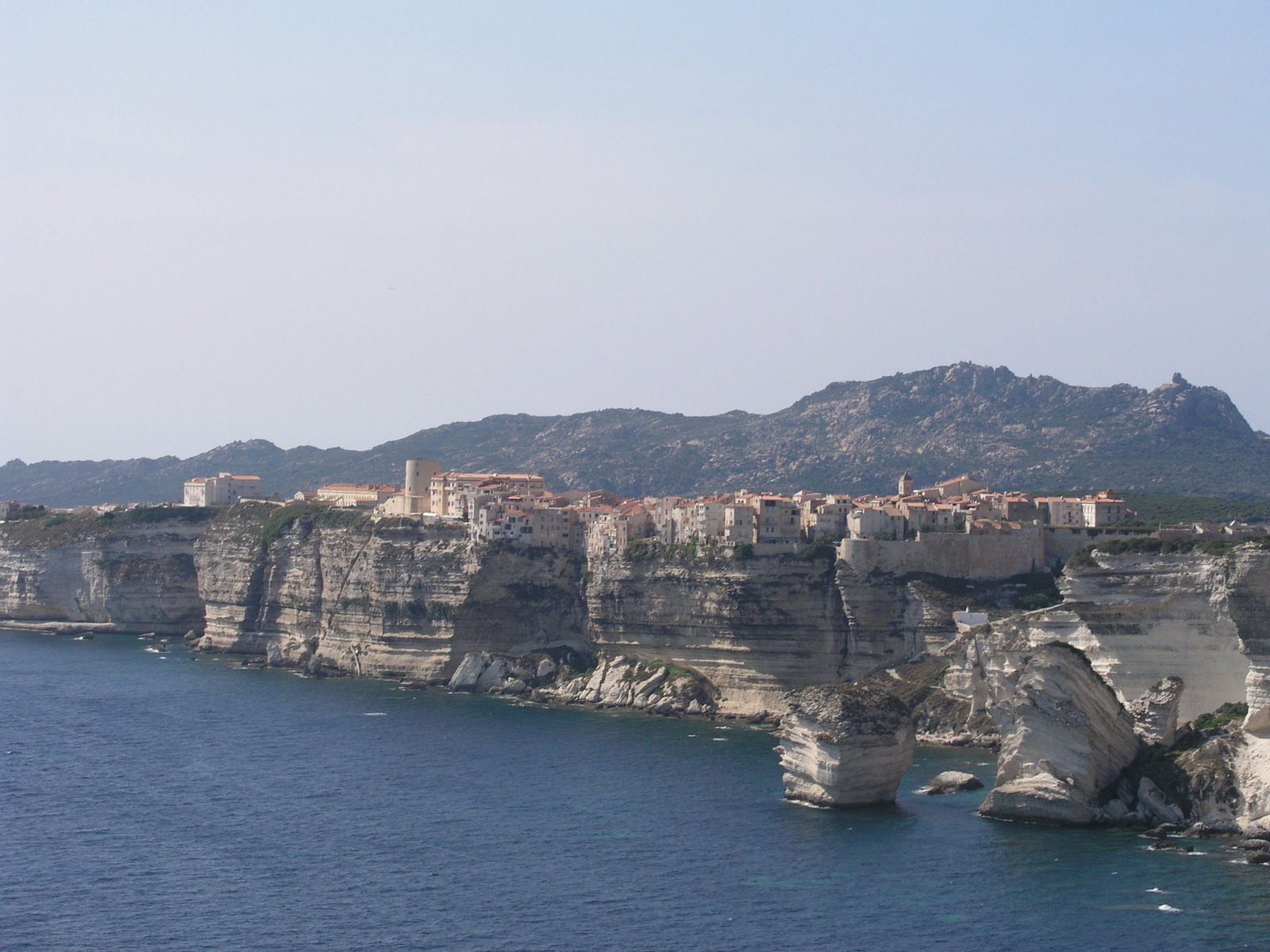
Falaises de Bonifacio.

Au sud de Propriano, on peut quitter la RT 40 (ex-RN 196) pour la D121, qui longe la côte jusqu'à Belvedere-Campomoro, mais revient ensuite dans l'intérieur et rejoint la RT 40 peu après Sartène (Bocca Albitrina). De Campomoro jusqu'à Tizzano, sur une vingtaine de kilomètres, la côte du Capo di Senetosa est quasiment inaccessible : avec les Agriates, c'est l'endroit où la route « du bord de mer » est le plus loin de la côte. Seuls deux embranchements permettent de visiter, en aller-retour, plusieurs sites préhistoriques de l'intérieur : Palaggiu et Cauria.
La RT 40 poursuit vers le sud, et atteint la côte à Roccapina, tout près du fameux rocher du lion. La côte est ici encore très découpée. La route passe à côté de Pianottoli-Caldarello, passe au fond de la baie de Figari et du golfe de Ventilegne, et évite le Capo di Feno en passant par le col d'Arbia (alt. 127 m., court embranchement vers l'ermitage de la Trinité et son belvédère). Au col de Foce de Lera, la RT 40 rejoint la RT 10 (ex-RN 198) venant de Bastia par la côte orientale, et descend sur Bonifacio, capitale touristique du sud de la Corse.
De la ville de Bonifacio, on peut encore « descendre » jusqu'au Capo Pertusato, le point le plus méridional de l'île, et faire un crochet vers Sperone d'où on aperçoit l'archipel des Lavezzi et l'île de Cavallo (réserve naturelle).

## La côte orientale (partie sud)
De Bonifacio, la RT 10 (ex-RN 198) remonte vers Bastia (170 kilomètres). Sur ses 40 premiers kilomètres, la nationale peine à suivre la côte, très découpée ; elle ne s'en éloigne jamais de plus de 10 kilomètres, et n'en est séparée que par des collines, mais il faut la quitter pour voir le golfe de Sant'Amanza (par la D58 et la D60), la plage de Rondinara, le golfe de Santa Giulia, ou la plage de Palombaggia, face aux îles Cerbicale, d'où on peut poursuivre par un large tour dans la presqu'île de la Chiappa, avec retour sur la rive sud du golfe de Porto-Vecchio.

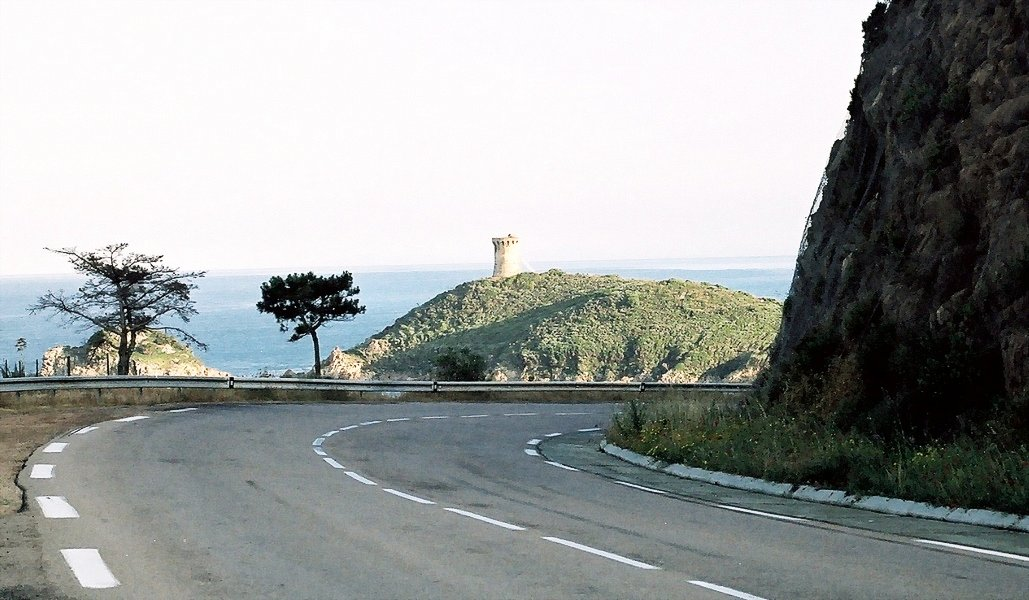
La tour de Fautea vue depuis la RT 10 (ex-RN 198)

Porto-Vecchio domine la mer depuis son rocher historique ; la rive nord du golfe est presque entièrement occupée par des marinas souvent privées, qui gênent l'accès à la mer. À partir de la Trinité, la D468 permet de s'approcher de Stagnolo, San Cipriano (voir la pointe de Cala Rossa) et Pinarello (voir la tour sur son îlot), avant de rejoindre la RT 40 à Santa-Lucia di Porto-Vecchio par la D168a.
De Fautea jusqu'à la limite de département, sur plus de 20 kilomètres, la nationale longe strictement la mer : Tarco, Favone, Cala d'Oro, et enfin Solenzara, seul village important sur ce trajet. Les massifs montagneux sont ici proches du rivage, et la route est en permanence enserrée entre les collines et le rivage rocheux.

## La côte orientale (partie nord)
Au  franchissement de la rivière Solenzara, on passe dans le département de la Haute-Corse, et le paysage change : les montagnes s'éloignent, on aborde la « plaine orientale ». A Travo, on longe la base militaire dite de Solenzara, et la route devient une immense ligne droite, à faible altitude (9 mètres au pont sur l'Albatesco, 11 au pont sur le Fiumorbo), jusqu'à Ghisonaccia. Mais cette route s'est éloignée de la mer, et, jusqu'à Alistro, on ne la verra guère, à moins d'emprunter une route latérale en aller-retour (à Migliacciara vers Calzarello, à Ghisonaccia vers Vignale, à Cateraggio vers Padulone).

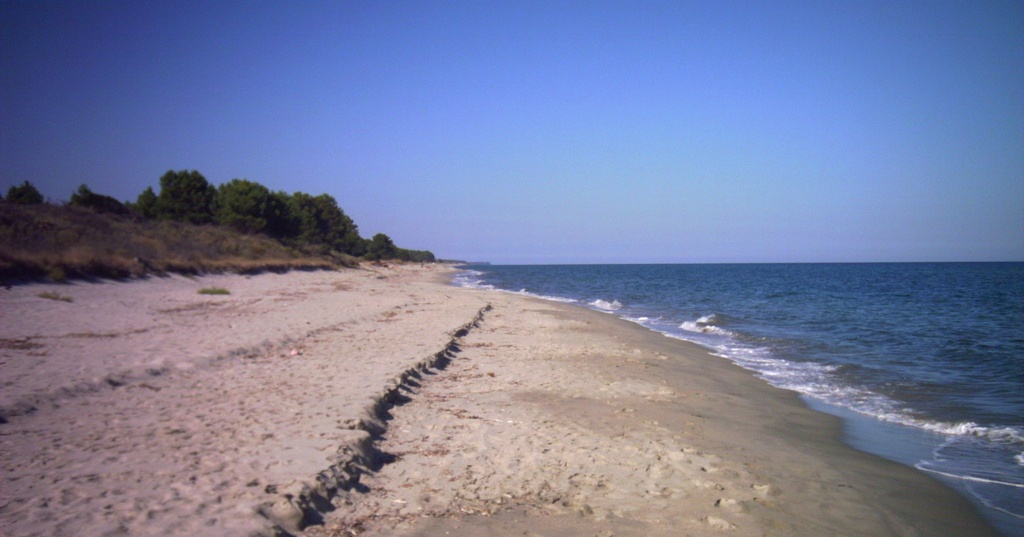
La plage de Pinia, entre Ghisonaccia et Aléria

La côte est ici une immense plage de sable, parsemée d'étangs dont certains sont stagnants (Palu, Gradugine) et d'autres vivants au point de permettre la conchyliculture (étang d'Urbino, étang de Diane). Si ailleurs dans l'île les plages sont parfois belles, elles y sont entourées de rochers, voire de montagnes ; ici, elles se succèdent pratiquement sans interruption sur près de 100 kilomètres jusqu'à Bastia.
Passé Aléria, le massif de la Castagniccia se rapproche du bord de mer et ferme progressivement la plaine. On aborde la partie la plus touristique de la côte orientale : ce sont d'abord, sur la commune de Linguizzetta, plusieurs centres naturistes, dont l'accès se fait par de mauvais chemins. Puis la route, proche du bord de mer, traverse toute une série de stations, qui souvent s'interposent entre la route et la mer elle-même : Prunete, Campoloro, Padulella, Moriani-Plage. On peut sur ce tronçon préférer prendre par l'intérieur : de Cervione à Folelli, la « corniche de la Castagniccia » (D71 puis D330) donne des points de vue intéressants sur le large et les îles italiennes.
À Folelli, la route s'éloigne encore une fois de la côte, et suit le pied des collines de la Casinca, laissant une large plaine sur sa droite ; plusieurs routes en impasse permettent d'accéder aux plages (San Pellegrino, Anghione, Sorbo).
À Casamozza, la route rejoint la RT 20 (ex-RN 193) en provenance d'Ajaccio par l'intérieur, et qui continue via la RT 11 vers Bastia à travers les zones commerciales et industrielles de la banlieue sud de Bastia (Borgo, Ortale, Casatorra). Pour suivre le bord de mer, il faut prendre à la sortie de Casamozza la D10 vers l'ancienne cathédrale de la Canonica, et suivre ensuite, sur 15 kilomètres, la route du cordon littoral entre la mer et l'étang de Biguglia (réserve naturelle), dernier espace de nature avant la ville. A l'entrée sud de Bastia, la route laisse sur sa droite une rocade par le bord de mer qui, après un tunnel sous la vieille ville, termine au port.

## Principales villes traversées
D80
- Bastia
- Cap Corse (Ersa, Tours et ponts génois, Iles Giraglia, Îles Finocchiarola)
- Centuri (Îlot de Capense)
- Nonza

D81
- Saint-Florent (Désert des Agriates)

T30 (ex-N197)
- L'Île-Rousse
- Calvi

D81B
- Galéria

D81
- Porto
- Piana (Calanques de Piana)
- Cargèse (Golfe de Sagone)
- Ajaccio (Îles Sanguinaires)

T40 (ex-N196)
- Propriano
- Sartène
- Bonifacio (Îles Lavezzi)

T10 (ex-N198)
- Porto-Vecchio (plages Palombaggia, Cala Rossa, Santa-Giulia, Îles Cerbicale)
- Sari-Solenzara
- Ghisonaccia
- Aléria
- Bastia

## Liste exhaustive des communes traversées
- Bastia
- Ville-di-Pietrabugno
- San-Martino-di-Lota
- Santa-Maria-di-Lota
- Brando
- Sisco
- Pietracorbara
- Cagnano
- Luri
- Meria
- Tomino
- Rogliano
- Ersa
- Centuri
- Morsiglia
- Pino
- Barrettali
- Canari
- Ogliastro
- Nonza
- Olmeta-di-Capocorso
- Farinole
- Patrimonio
- Saint-Florent
- Rapale
- Piève
- Santo-Pietro-di-Tenda
- San-Gavino-di-Tenda
- Urtaca
- Palasca
- Belgodère
- Occhiatana
- Monticello
- L'Île-Rousse
- Corbara
- Aregno
- Algajola
- Lumio
- Calvi
- Calenzana
- Galéria
- Osani
- Partinello
- Serriera
- Ota
- Piana
- Cargèse
- Vico
- Coggia
- Casaglione
- Sant'Andréa-d'Orcino
- Calcatoggio
- Appietto
- Alata
- Ajaccio
- Bastelicaccia
- Cauro
- Grosseto-Prugna
- Albitreccia
- Pietrosella
- Coti-Chiavari
- Serra-di-Ferro
- Sollacaro
- Olmeto
- Propriano
- Belvédère-Campomoro
- Grossa
- Bilia
- Sartène
- Giuncheto
- Monacia-d'Aullène
- Pianottoli-Caldarello
- Figari
- Bonifacio
- Porto-Vecchio
- San-Gavino-di-Carbini
- Lecci
- Zonza
- Conca
- Sari-Solenzara
- Solaro
- Ventiseri
- Serra-di-Fiumorbo
- Prunelli-di-Fiumorbo
- Ghisonaccia
- Aléria
- Tallone
- Linguizzetta
- Canale-di-Verde
- San-Giuliano
- Cervione
- Valle-di-Campoloro
- Santa-Maria-Poggio
- San-Nicolao
- Santa-Lucia-di-Moriani
- Poggio-Mezzana
- Talasani
- Taglio-Isolaccio
- Penta-di-Casinca
- Castellare-di-Casinca
- Sorbo-Ocagnano
- Venzolasca
- Vescovato
- Monte
- Lucciana
- Borgo
- Biguglia
- Furiani
- Bastia

## Quelques photos

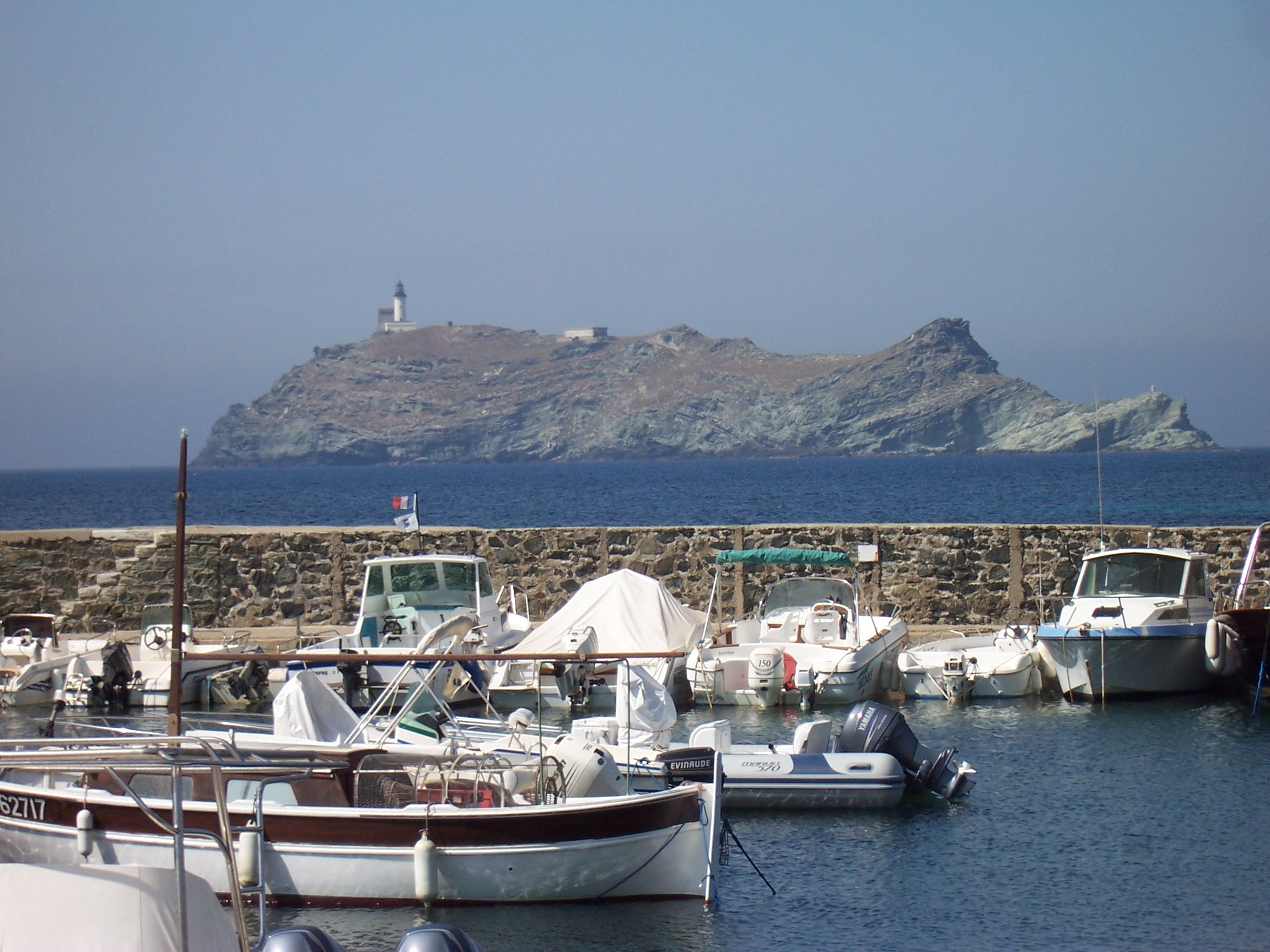
Iles Giraglia (Cap Corse).
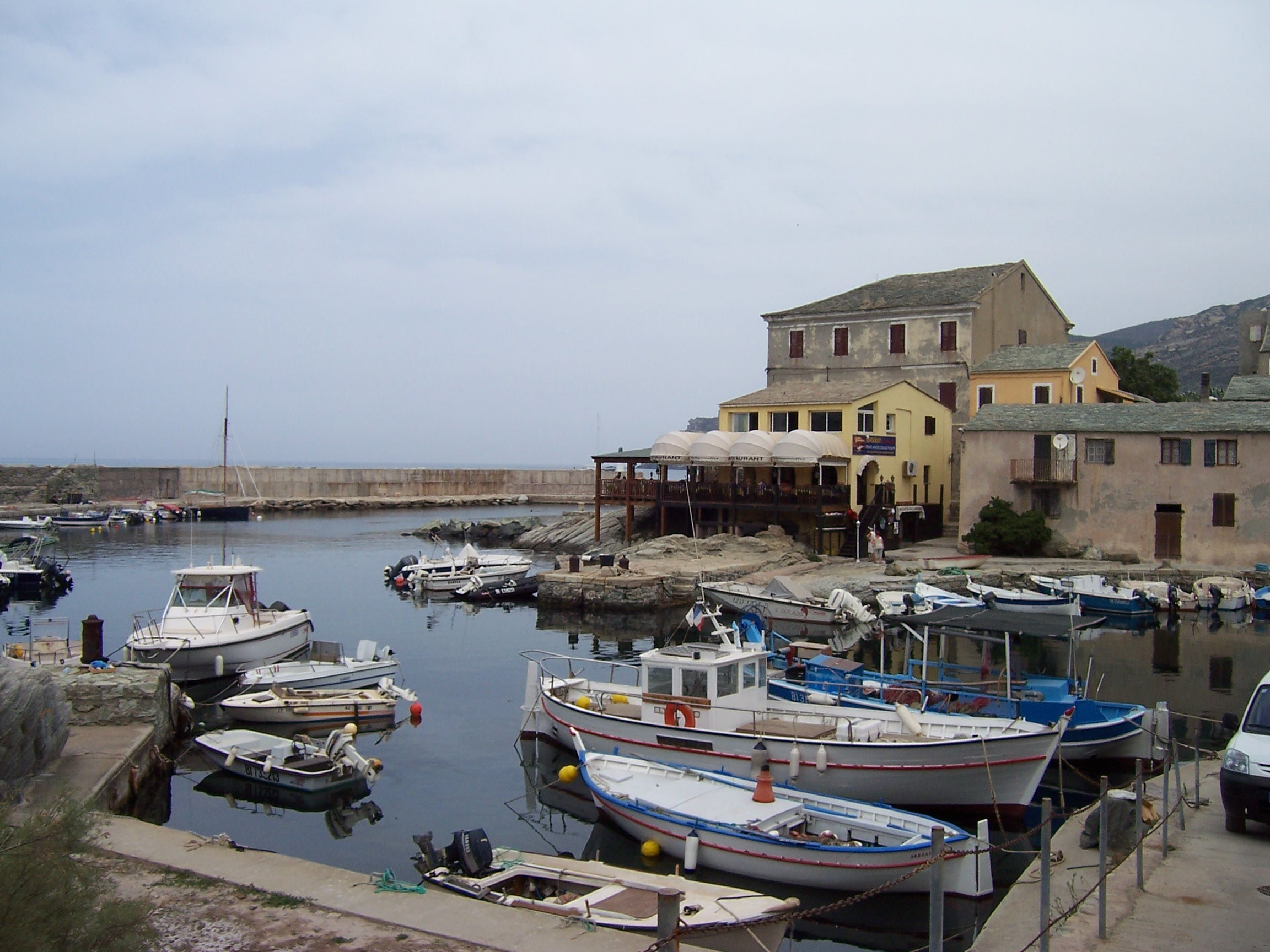
Port de Centuri (Cap Corse) .
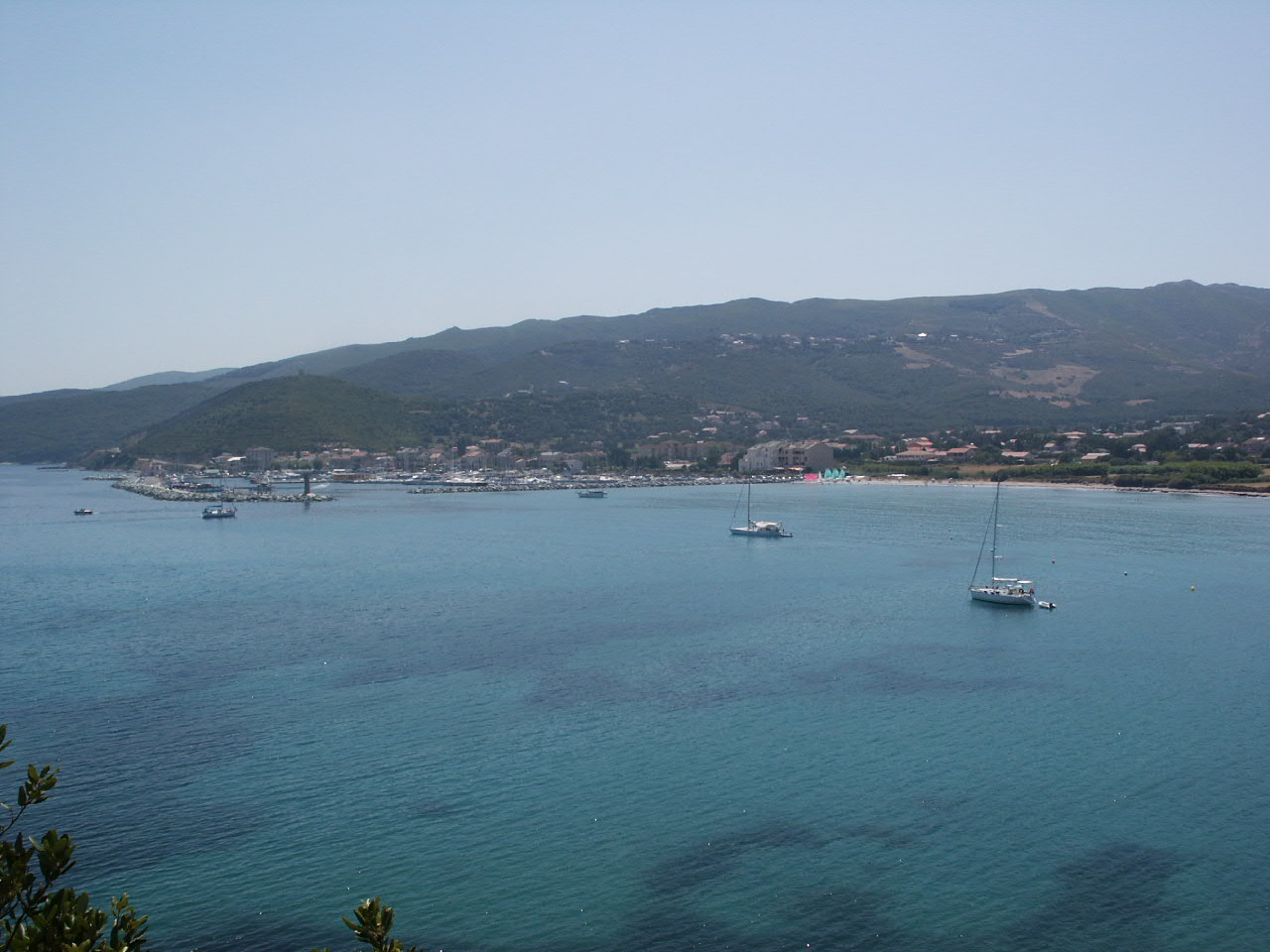
Macinaggio (Cap Corse).
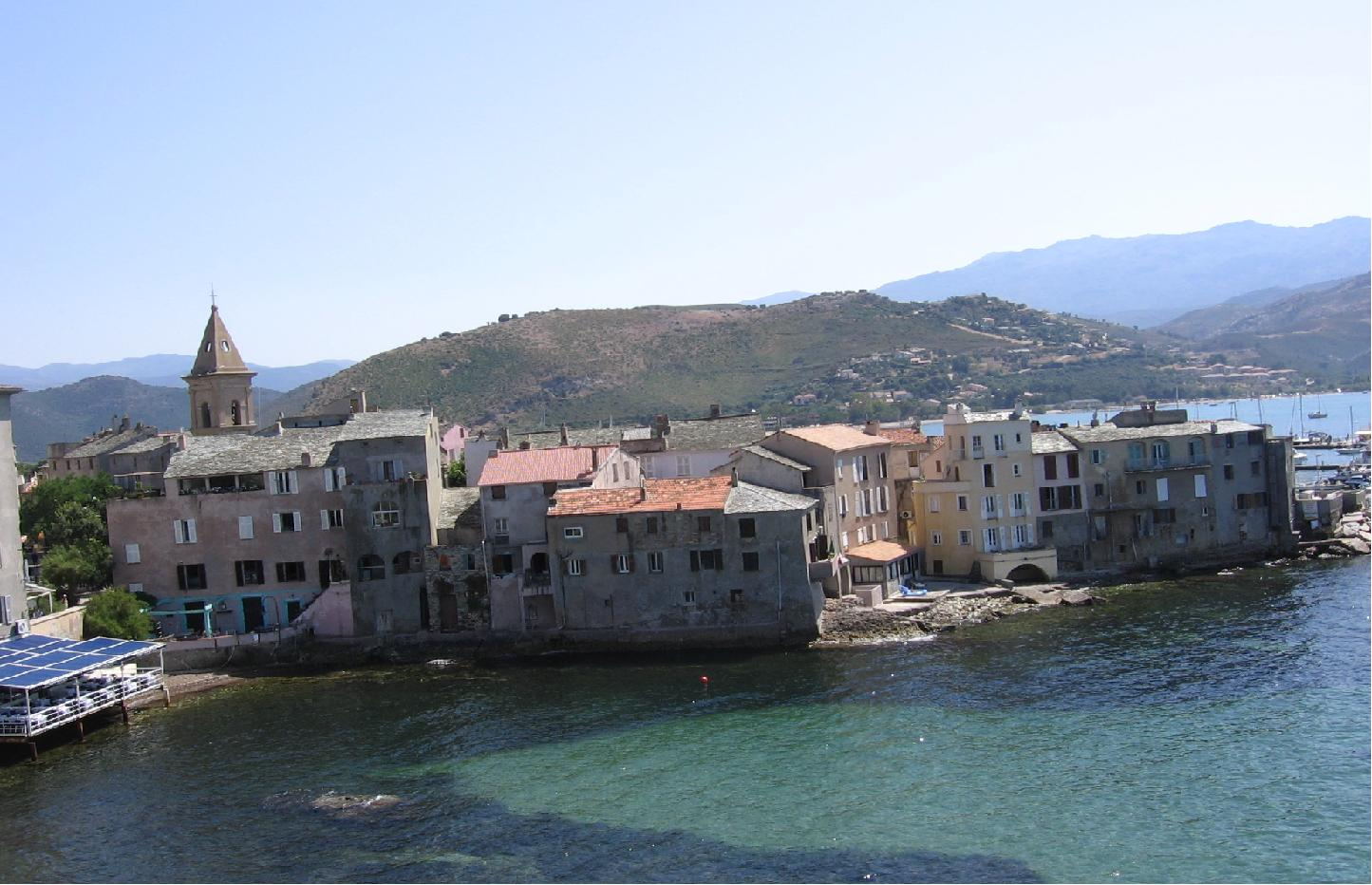
Saint-Florent.
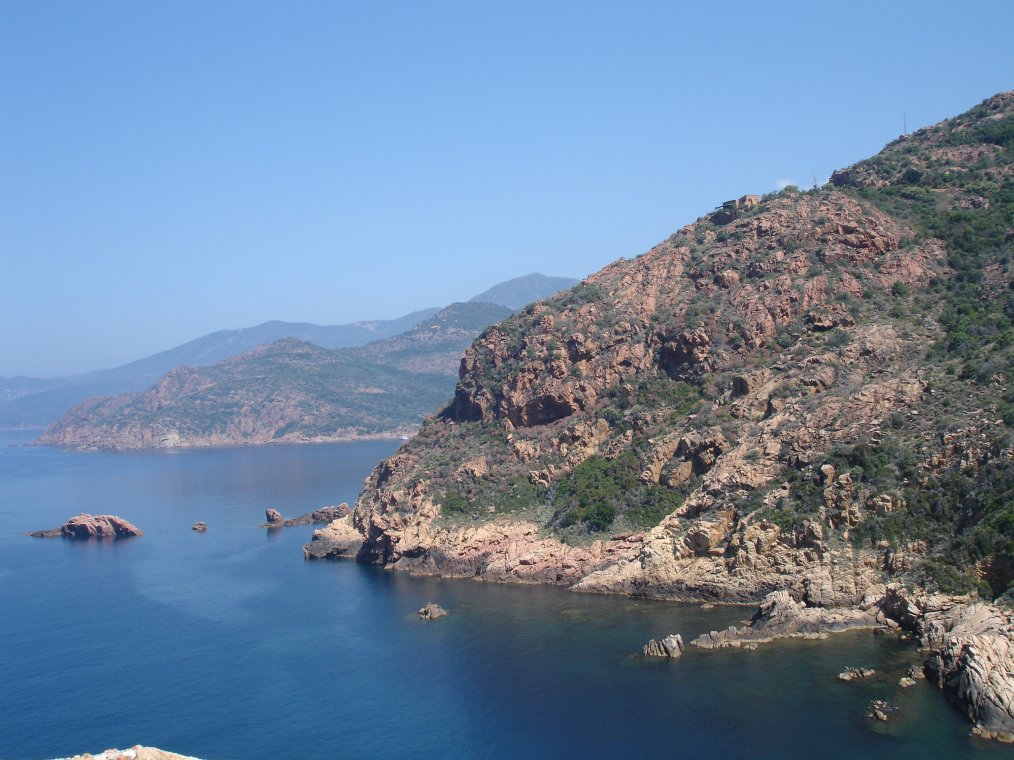
Calanques de Piana.
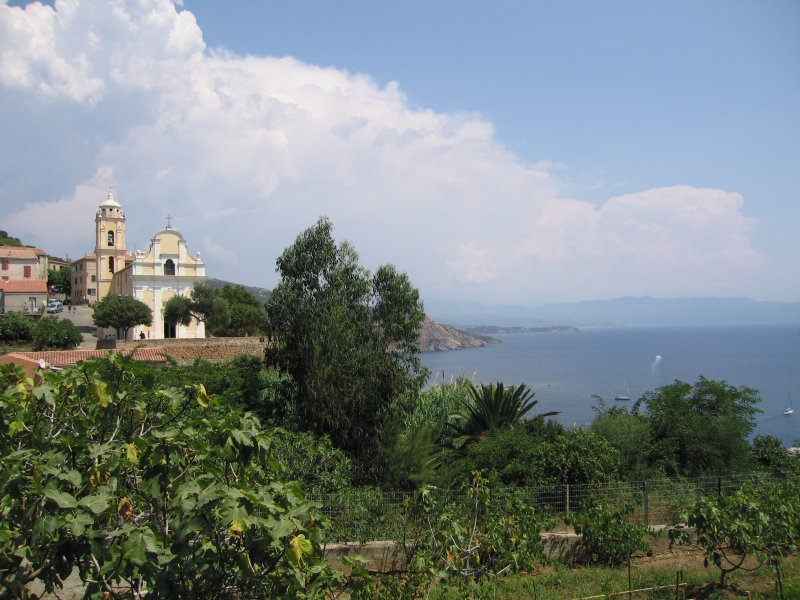
Cargèse.
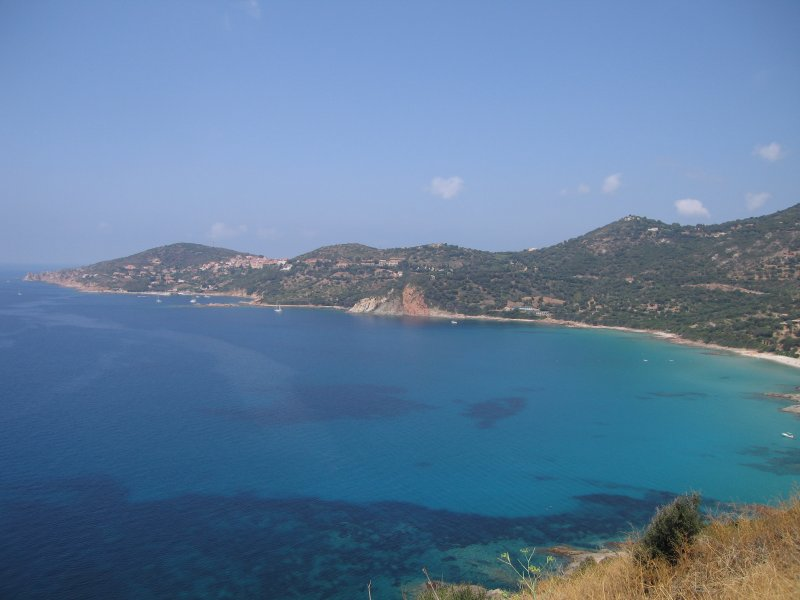
Golfe de Sagone .
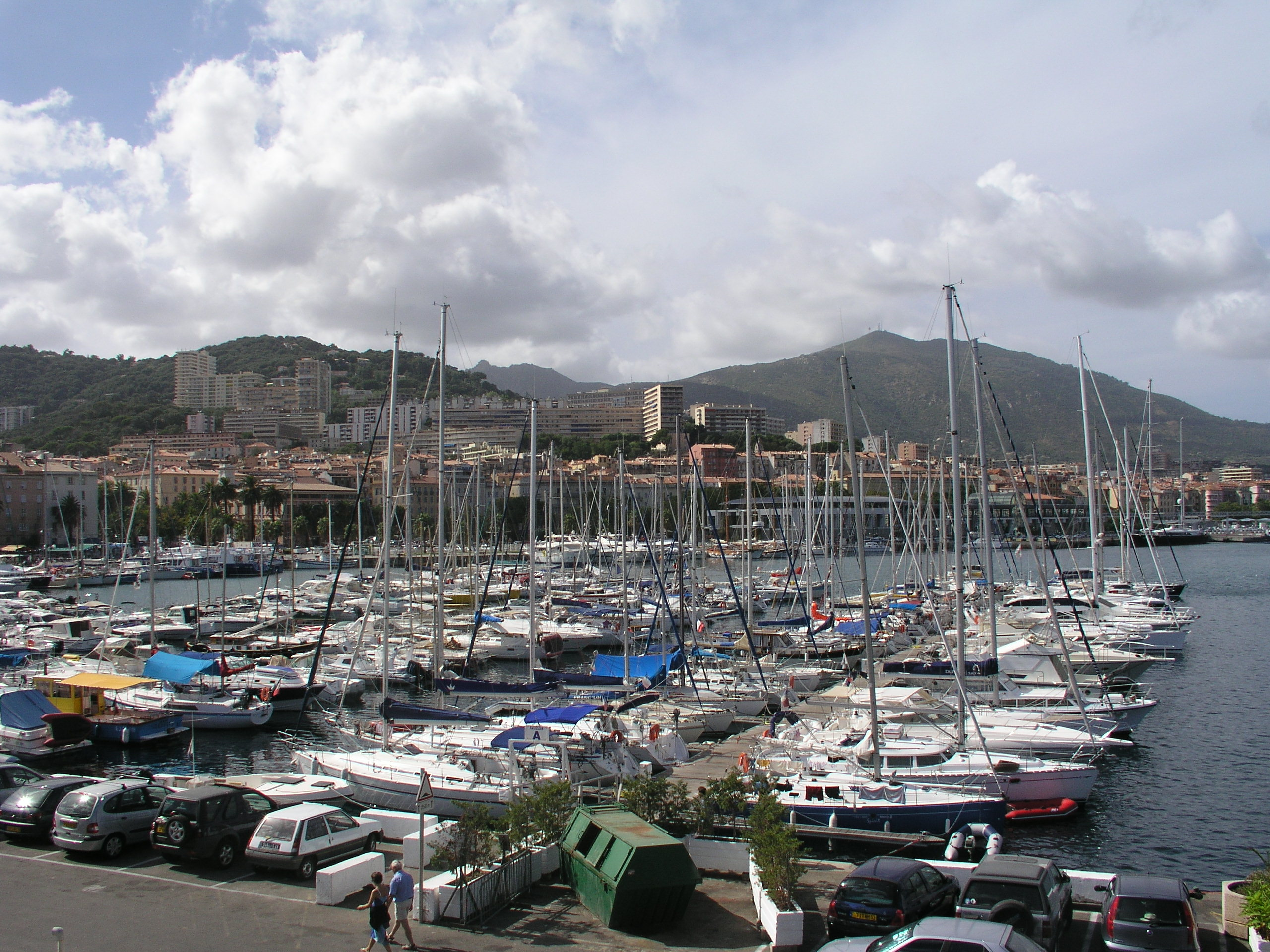
Port d'Ajaccio.
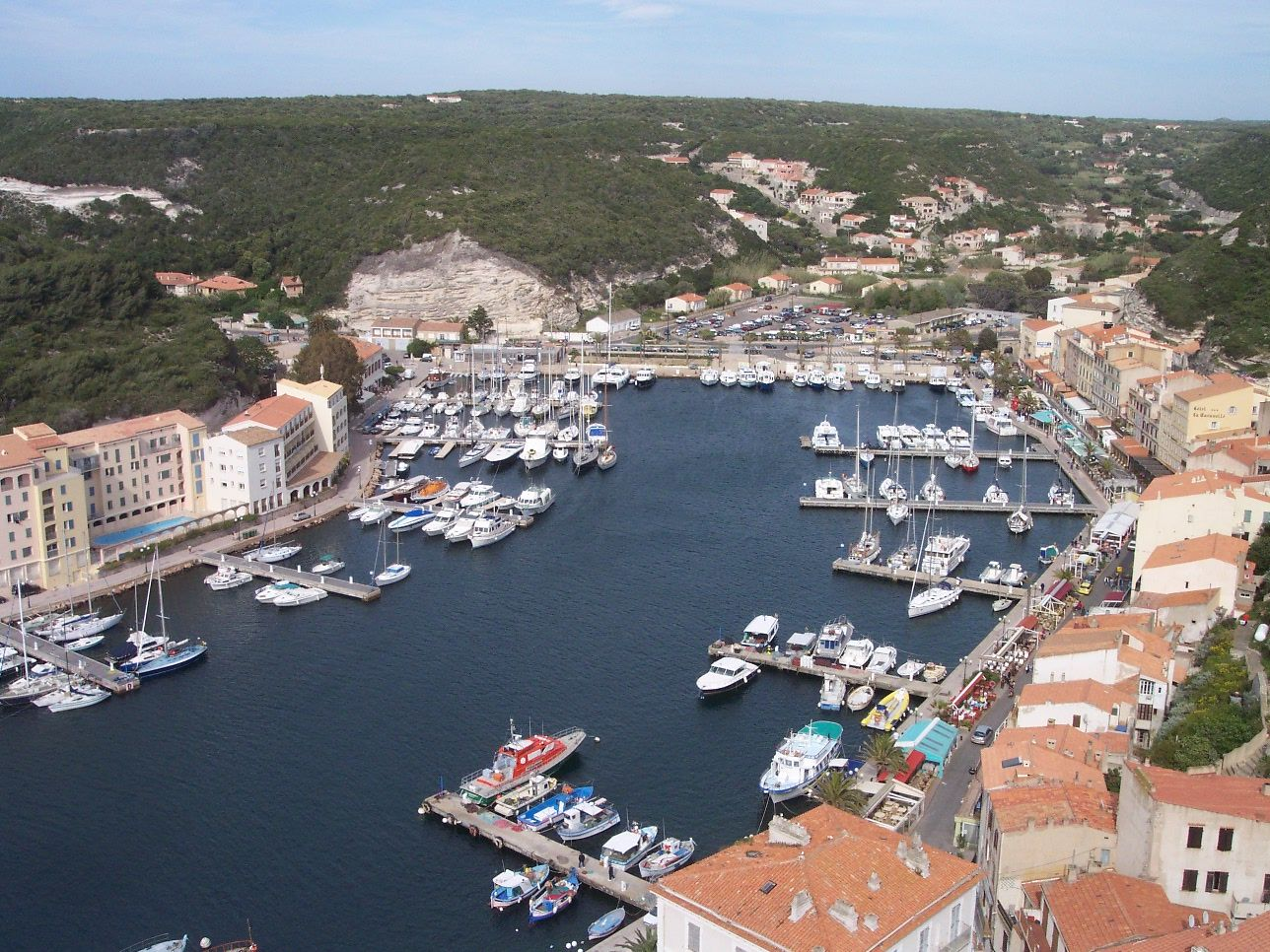
Port de Bonifacio.
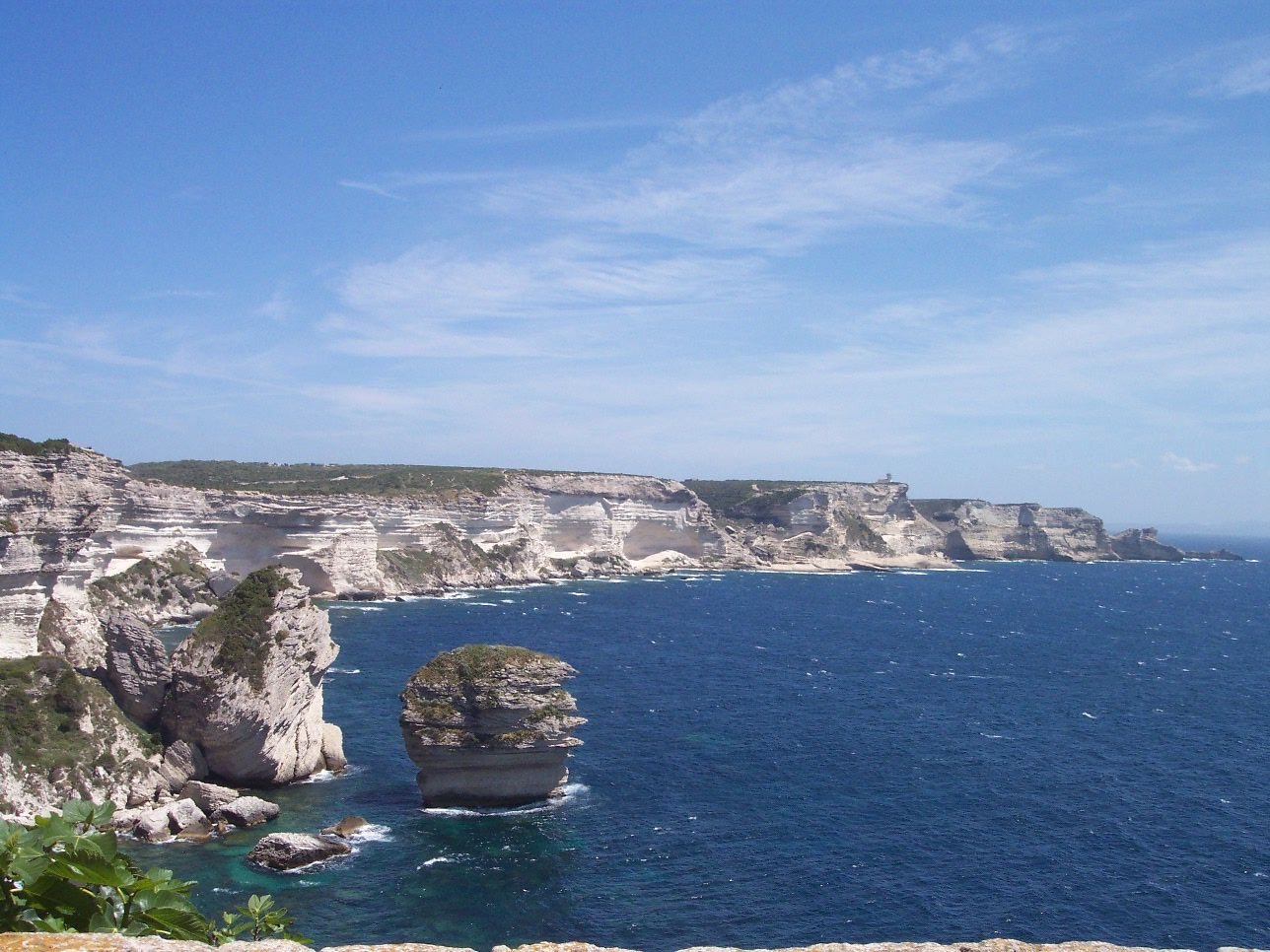
Falaise de Bonifacio.
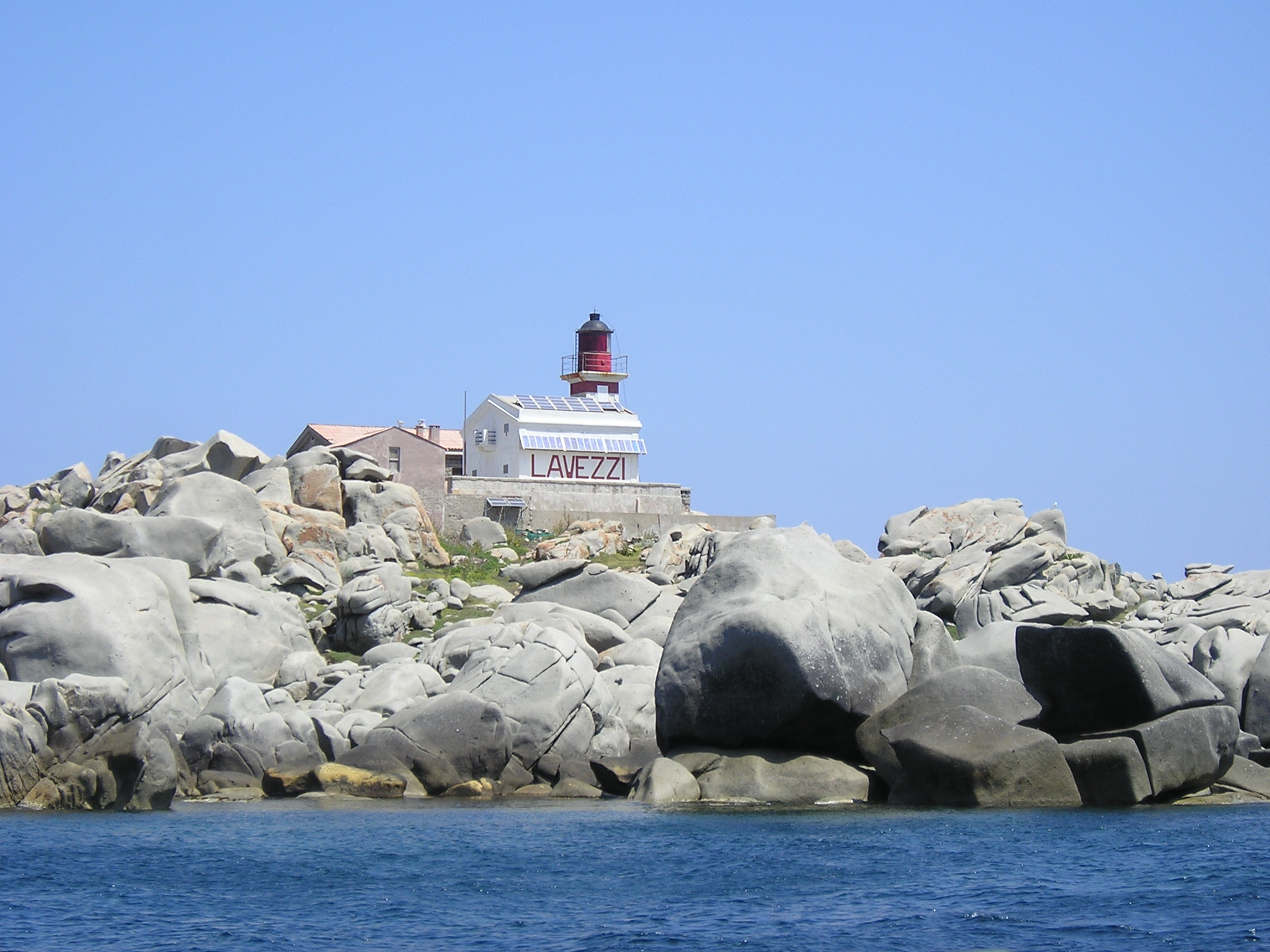
Îles Lavezzi.
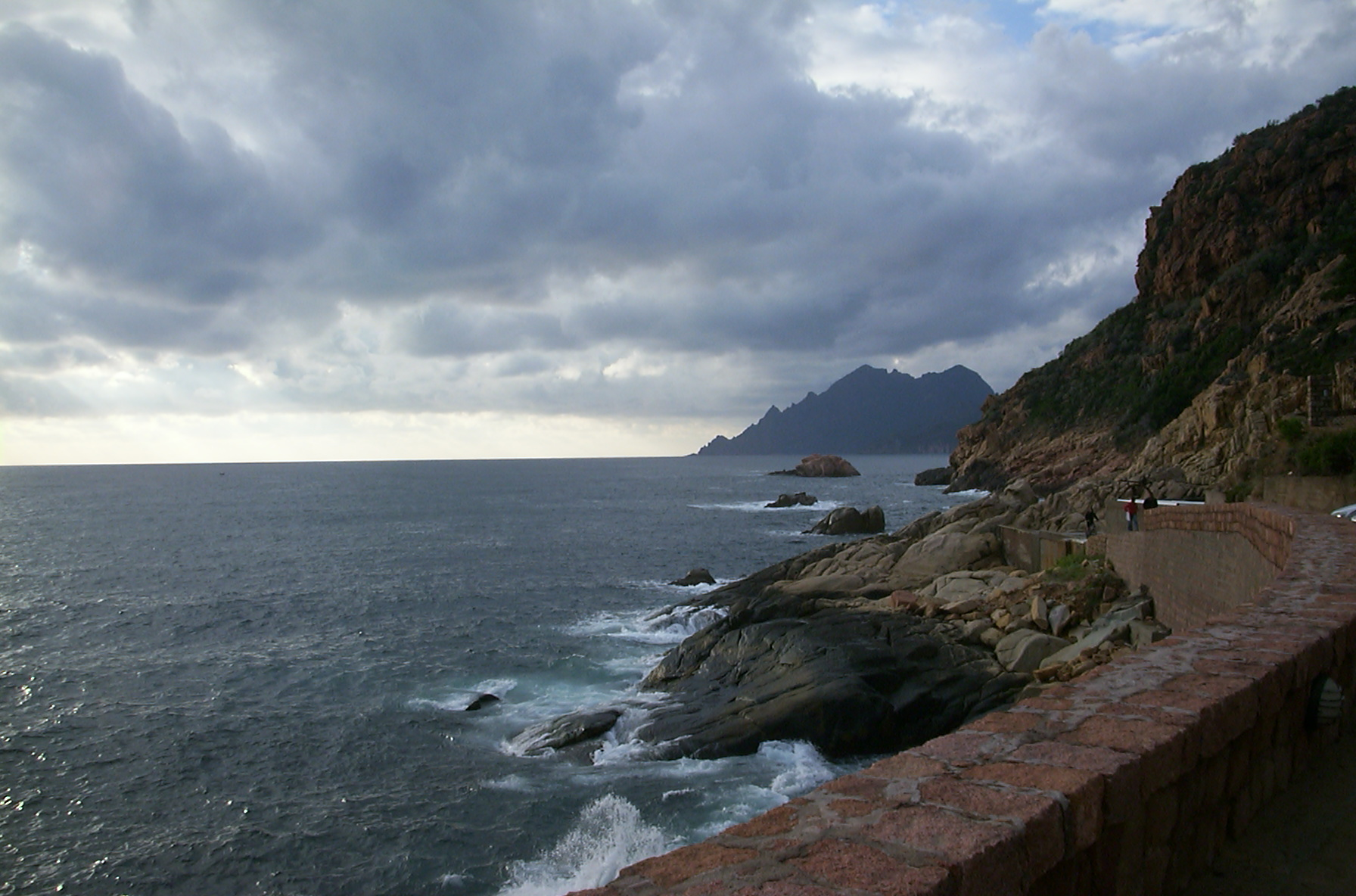
À proximité de Porto.
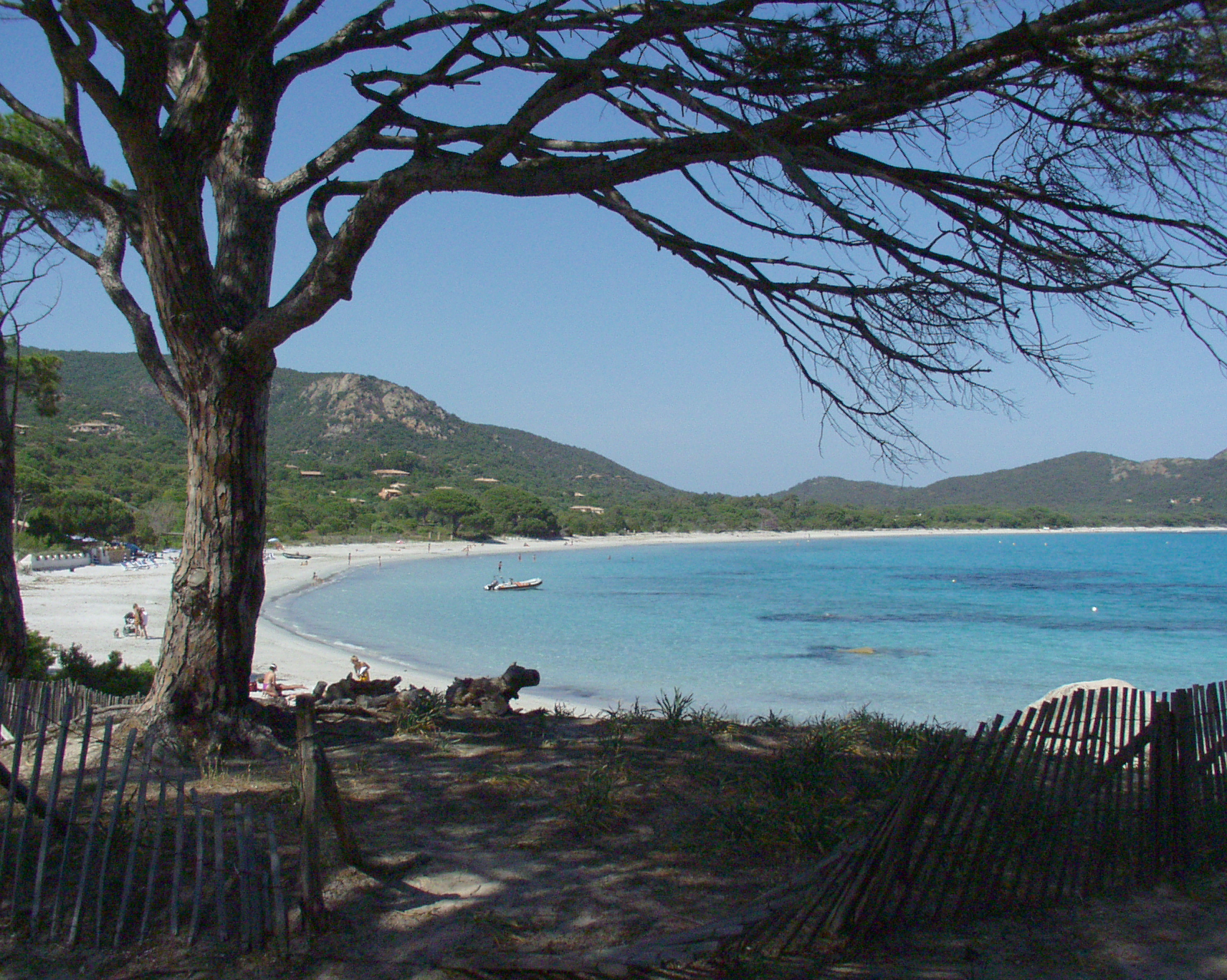
Plage de Palombaggia (Porto-Vecchio).
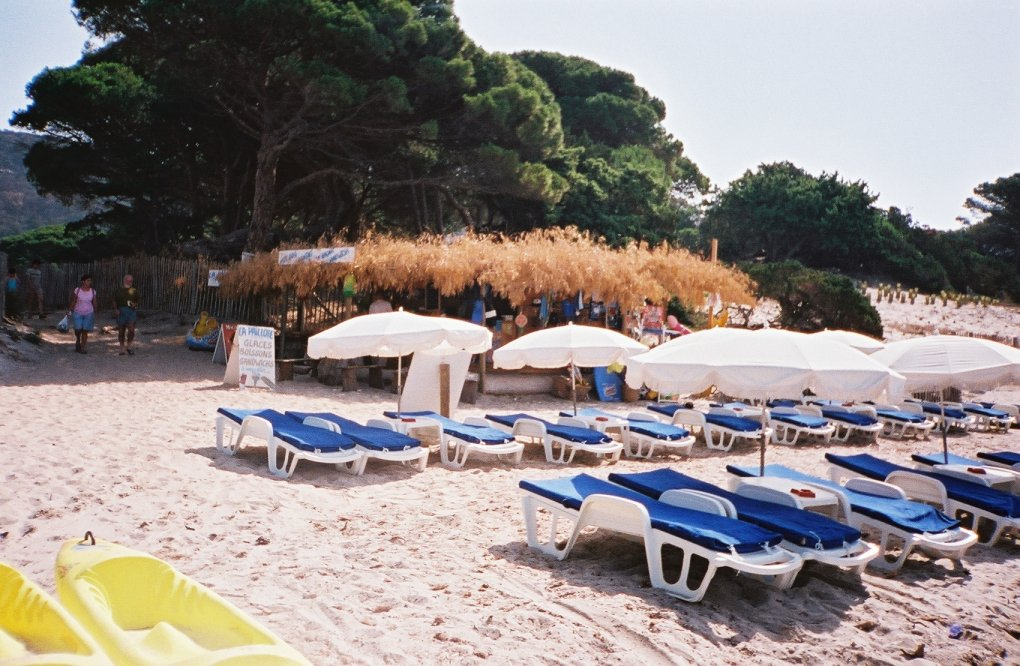
Paillotte de plage.
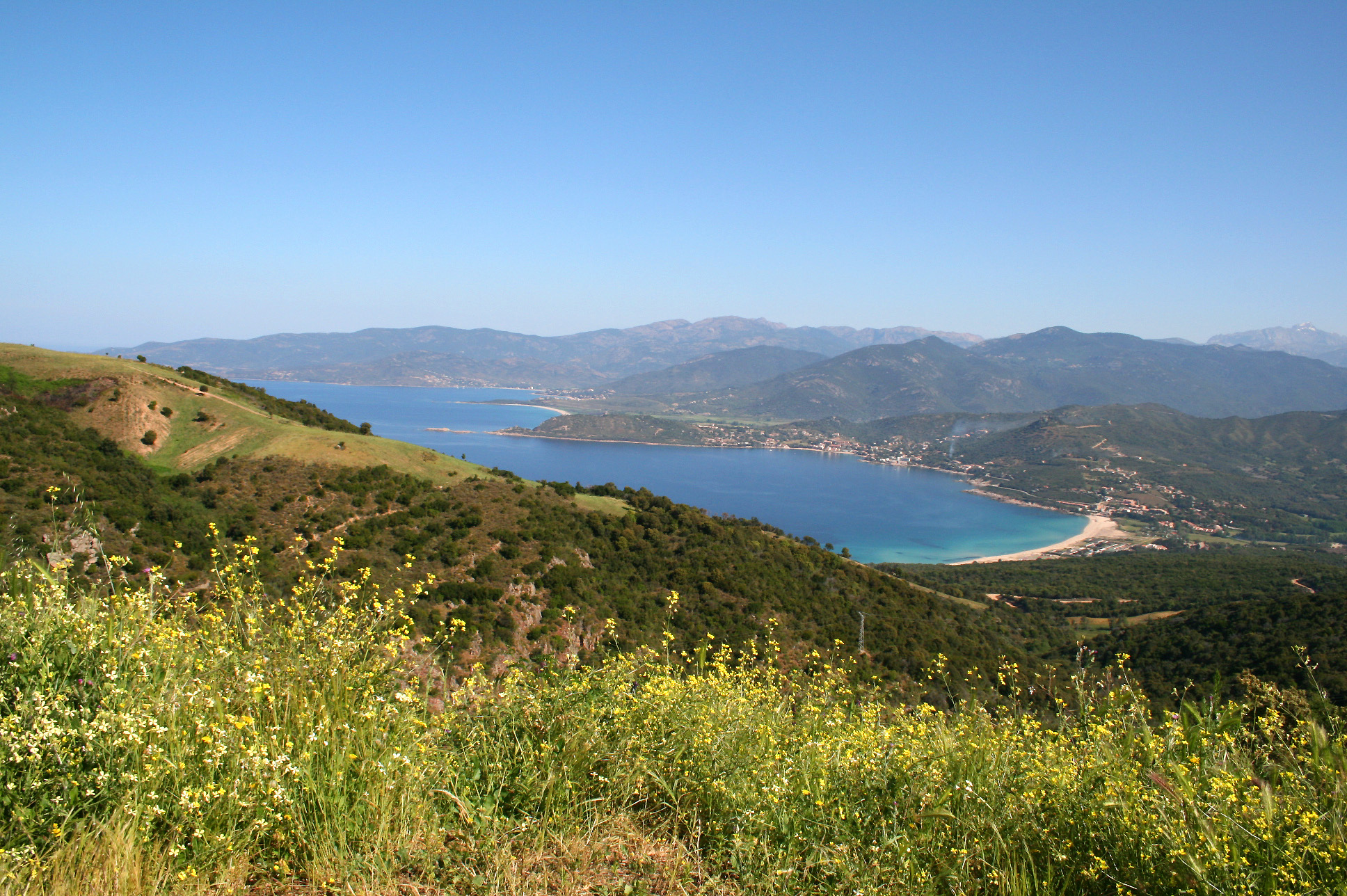
Calcatoggio, Golfe de la Liscia.